# Xanthorhoe hyperctenista
Xanthorhoe hyperctenista là một loài bướm đêm trong họ Geometridae.